# Deutschlands Städtebau
Deutschlands Städtebau war der Reihentitel einer Publikationsreihe von kommunalen Selbstdarstellungen, die der Deutsche Architektur- und Industrie-Verlag (DARI) in Berlin-Halensee ab 1919 bis ca. 1932 verlegte.

## Inhalte und Erscheinungsweise
Die Bände behandelten meist einzelne Städte, vereinzelt auch mehrere benachbarte Städte zusammengefasst. Dazu kamen Bände über Landkreise, Regierungsbezirke, Regionen oder Landschaften. Die Bände entstanden in Herausgeberschaft der betreffenden Verwaltungseinheit – als Bearbeiter werden häufig die Oberbürgermeister, Beigeordneten oder Stadtbauräte genannt. Einzelne Artikel wurden z. B. auch von Stadträten, Amtsleitern, Theater-Intendanten, Museumsleitern usw. verfasst. Der Schwerpunkt lag – dem Reihentitel Deutschlands Städtebau entsprechend – auf der städtebaulichen bzw. landesplanerischen Entwicklung, aber auch wirtschaftsgeografische, landschaftspflegerische, heimatkundliche und touristische Aspekte wurden behandelt. Häufig wurden die technischen Betriebe (Versorgung, Entsorgung, Nahverkehr) präsentiert.
Finanziert wurde die Herstellung der Bücher über einen fast immer sehr umfangreichen Anzeigenteil, bei dem die Inserate zum Teil aus relativ ausführlichen Darstellungen der ortsansässigen Unternehmen und ihrer Geschichte bestehen, die sich auf den ersten Blick nur wenig von den Textbeiträgen des redaktionellen Teils unterscheiden. Auf Grund nicht selten fehlender Unternehmensarchive oder sonstiger Sekundärquellen, stellen diese Firmendarstellungen heute eine wichtige, wenn auch nicht unkritisch heranzuziehende Quelle dar.
Die Bände sind aus heutiger Sicht wertvolles Quellenmaterial zu allen genannten inhaltlichen Aspekten. Neben der städtebaulichen Entwicklung spiegeln viele Bände auch die zeitgenössische Architektur im lokalen bzw. regionalen Kontext wider. Mitunter wurden auch nicht realisierte Planungen vorgestellt. Bis Mitte der 1920er Jahre überwiegen – bei schwacher Konjunktur und relativ geringer Bautätigkeit – konservative, traditionelle Tendenzen in der architektonischen Gestaltung (in Fortsetzung der Reformarchitektur oder auch des Neoklassizismus aus der Zeit vor 1914), während später die zeitgenössisch-moderne Architektur des Neuen Bauens in den Vordergrund rückt.
Nach dem Zweiten Weltkrieg erschien eine inhaltlich annähernd vergleichbare Reihe beim Länderdienst-Verlag in Brilon, für die der gleiche Reihentitel verwendet wurde.

## Rezeption
„Die bekannte vom Dari-Verlag herausgegebene Reihe von Einizelveröffentlichungen ‚Deutschlands Städtebau‘ hat wiederum eine Erweiterung durch Herausgabe von Veröffentlichungen erfahren. Ein Sonderband über das Ruhrgebiet und die Veröffentlichungen über Elberfeld, Aachen und Essen werden dem gegenwärtigen regen Interesse für das Rheinland gerecht. Gerade diese Bände sind besonders gut ausgestattet und geben über das gesamte Geistes- und Wirtschaftsleben in unseren westlichen Kulturzentren einem sehr guten Ueberblick. Der Band Lübeck zeichnet sich besonders durch die Mitarbeit hervorragender Gelehrter, Künstler und Wirtschaftspolitiker aus. Die Veröffentlichungen über Gütersloh, Neumünster und Reutlingen zeigen, daß der Verlag jetzt seine Tätigkeit auch auf die kleineren Ortschaften ausdehnt. Alle Bände sind, wie ihre Vorgänger, hervorragend in der buchtechnischen Ausstattung und geben damit dem In- und Auslande ein vorzügliches Zeugnis für die Leistungsfähigkeit des deutschen Verlagsgewerbes.“

## Bände
- Aachen. im Auftrag von Oberbürgermeister Farwick bearbeitet von Albert Huyskens, 1. Auflage 1922, 2. Auflage 1925, 3. Auflage 1928
- Altenburg S.-A. herausgegeben von Stadtbaurat Heidrich (Altenburg) und Baurat Unruh (Weimar), 1921
- Altmärkische Städtebilder. herausgegeben vom Altmärkischen Verkehrsverband e.V, 1928
- Altona (Elbe). herausgegeben vom Magistrat Altona, Baurat Jakstein, 1922
- Amberg in der Oberpfalz. 1922, 2. Auflage 1927
- Ansbach. herausgegeben vom Stadtrat der Bayr. Kreishauptstadt, 1922, 2. Auflage 1927
- Apolda. herausgegeben im Auftrag der Stadt, 1923
- Aue (Erzgebirge). herausgegeben vom Stadtrat Aue, 1922
- Baden-Baden. herausgegeben vom Stadtrat der Stadt Baden-Baden, 1923
- Bad Kissingen. herausgegeben vom Stadtrat Bad Kissingen, 1926
- Bamberg. herausgegeben vom Stadtrat Bamberg, Stadtoberbaurat Puchner, 1926, 2. Auflage 1929
- Barmen. bearbeitet und herausgegeben im Auftrag des Oberbürgermeisters vom Beigeordneten Stadtbaurat Heinrich Köhler, 1922, 2. Auflage 1926, 3. Auflage 1928
- Bautzen. bearbeitet von Dr. Walther Biehl, 1922, 2. Auflage 1926
- Beuthen O/S. herausgegeben im Auftrag des Magistrats Beuthen von Stadtbaurat Stutz, 1929
- Bitterfeld. herausgegeben vom Magistrat der Stadt Bitterfeld, bearbeitet von Stadtbaurat Habild, 1928
- Brandenburg (Havel). herausgegeben von Stadtbaurat Dr.-Ing. Moritz Wolf, 1922, 2. Auflage 1926
- Braunschweig. Schriftleitung durch: Stadtbaurat Karl Gebensleben, 1921, 2. Auflage 1928
- Bremerhaven, Wesermünde, Geestemünde–Lehe i. H. herausgegeben von den Stadtverwaltungen Bremerhaven / Wesermünde, Hauptschriftleitung durch Stadtbaurat Julius Hagedorn (Bremerhaven), 1922, 2. Auflage 1925, 3. Auflage 1929
- Breslau. Hrsg. Georg Hallama, 1921, 2. Auflage 1924 (Reprint 1980 und 1995), 3. Auflage 1925
- Burg bei Magdeburg. herausgegeben vom Magistrat der Stadt Burg, bearbeitet von Stadtbaurat Willy Boese, 1929
- Chemnitz. herausgegeben vom Rat der Stadt Chemnitz, Hauptschriftleitung durch Stadtarchivar Oberstudienrat Professor Dr. Uhle, 1 Auflage 1923, 2. Auflage 1924, 3. Auflage 1929
- Cottbus. herausgegeben vom Magistrat der Stadt Cottbus, bearbeitet von Stadtbaurat Boldt, 1923[1]
- Danzig. herausgegeben vom Senat der freien Stadt Danzig, Hauptschriftleitung durch Fischer, 1924
- Delmenhorst. herausgegeben vom Magistrat der Stadt, 1930
- Döbeln. herausgegeben vom Rat der Bezirksstadt Döbeln, 1925
- Dortmund. 1920
- Der Regierungsbezirk Düsseldorf. I. Band: Rechter Niederrhein. herausgegeben von Ludwig Hercher, 1926
- Der Regierungsbezirk Düsseldorf. II. Band Linker Niederrhein. herausgegeben von Ludwig Hercher, 1928
- Dresden. herausgegeben von Friedrich Schäfer, 1921
- Duisburg. herausgegeben von der städtischen Hochbauverwaltung, Schriftleitung durch Dr.-Ing. Hermann Dieter, 1920, 2. Auflage 1925, 3. Auflage 1928
- Elberfeld. herausgegeben von Koch, 1922, 2. Auflage 1925, 3. Auflage 1928
- Elbing. herausgegeben vom Magistrat der Stadt Elbing, Stadtkämmerer Curt Uffhausen, 1926, 2. Auflage 1929
- Elmshorn. Rektor K. Struve, 1930
- Erfurt. herausgegeben von Stadtbaurat Ludwig Boegl, 1922, 2. Auflage 1927
- Essen. bearbeitet von Hermann Ehlgoetz, 1923, 2. Auflage 1925
- Eßlingen. herausgegeben vom Stadtschultheissenamt, 1924
- Falkenstein i.V. 1925
- Frankfurt (Oder). herausgegeben vom Magistrat, 1920, 2. Auflage 1924
- Die Bergstadt Freiberg i. Sa. und ihre Umgebung. herausgegeben vom Rat der Stadt Freiberg, bearbeitet von Oberstudienrat Dr. Otto Eduard Schmidt, 1926
- Freital. herausgegeben von Oberbürgermeister Carl Wedderkopf, Schriftleitung durch Gewerbelehrer Karl Söhnle, 1924
- Gelsenkirchen. herausgegeben von Stadtbaurat Max Arendt, Wilhelm Brepohl, 1922
- Gera. herausgegeben vom Stadtrat Gera, 1920, 2. Auflage 1926, 3. Auflage 1930
- Gleiwitz. 1928
- Goslar. herausgegeben vom Magistrat der Stadt, 1921, 2. Auflage 1926, 3. Auflage 1931
- Gotha. 1922
- Guben. herausgegeben vom Magistrat der Stadt, 1922
- Gütersloh. herausgegeben vom Magistrat der Stadt, 1925
- Halberstadt. herausgegeben vom Magistrat der Stadt, Schriftleitung durch Stadtbaurat Sinning, 1920, 2. Auflage 1926
- Halle an der Saale. herausgegeben vom Magistrat der Stadt Halle, 1923, 2. Auflage 1924, 3. Auflage 1929
- Hamburg. herausgegeben im Auftrag der Baudeputation von Otto Rautenberg, 1922
- Hamm Westfalen. bearbeitet von Knoch, Förster, 1919 (1. und 2. Auflage)
- Hannover. herausgegeben vom Magistrat der Stadt, bearbeitet von Stadtrat Paul Wolf, 1922
- Harburg-Elbe. herausgegeben im Auftrag des Magistrats der Stadt, der Handelskammer Harburg und des Vereins der Arbeitgeber von Harburg und Umgegend e. V., bearbeitet von Theodor Benecke, 1923
- Heilbronn. herausgegeben von der Stadtverwaltung, 1926, 2. Auflage 1928
- Herford (Westfalen). bearbeitet von Stadtbaurat Messerschmidt, 1920, 2. Auflage 1928
- Herne i. W. bearbeitet von Heinrich Knöll, 1922, 2. Auflage 1928
- Hessenland. herausgegeben vom Hessischen Verkehrsverband Darmstadt, 1927
- Hildesheim. herausgegeben vom Magistrat der Stadt, bearbeitet von Stadtoberbaurat Senator Johannes Köhler, 1921, 2. Auflage 1926
- Hof a. S. und Umgebung. herausgegeben vom Stadtrat Hof, 1922, 2. Auflage 1926
- Ingolstadt. herausgegeben vom Stadtrat Ingolstadt, 1921
- Insterburg. 1922
- Iserlohn in Westfalen, Stadt- und Landkreis, mit den Städten Hohenlimburg und Menden. herausgegeben von der Stadtverwaltung (Städtische Verkehrsstelle), 1921, 2. Auflage 1929
- Kiel. herausgegeben von Willy Hahn, 1922, 2. Auflage 1926
- Cleve. herausgegeben unter Mitwirkung der Stadtverwaltung Cleve, 1928
- Coblenz 1922, 2. Auflage anlässlich der rheinischen Jahrtausendfeier, bearbeitet von Hans Bellinghausen, 1925
- Köln. herausgegeben im Auftrag des Oberbürgermeisters Konrad Adenauer von Franz Bender, 1922, 2. Auflage 1925, 3. Auflage 1926 (Reprint: J.P. Bachem Verlag, Köln 1994)
- Der Regierungsbezirk Koblenz. herausgegeben von K. Müller, 1929
- Kolberg. Sonderausgabe, herausgegeben vom Magistrat Kolberg, 1921
- Königsberg i. Pr. bearbeitet von Hans Heymuth, 1926
- Konstanz (Bodensee). bearbeitet von Stadtarchivar Clauss, 1927 (Reprint 1986)
- Krefeld. herausgegeben im Auftrag des Oberbürgermeisters Johansen, bearbeitet von Walter Beyer, 1922, 2. Auflage 1928
- Kulmbach. herausgegeben vom Stadtrat Kulmbach, 1926
- Landkreis Recklinghausen. herausgegeben im Auftrag des Kreisausschusses des Landkreises Recklinghausen, bearbeitet von Regierungsassessor Kurt Angermann, 1929
- Landsberg a. W. herausgegeben von Krahn, Kornowski, Max Bahr, 1921
- Leipzig. bearbeitet von Carl James Bühring, 1923
- Der Landkreis Lennep und seine Gemeinden. 1925
- Liegnitz.Goldberg. Das schöne Katzbachtal. herausgegeben von den Magistraten Liegnitz, Goldberg, Schönau, bearbeitet von Stadtarchivar Prof. zum Winkel, 1925
- Lippe-Detmold. herausgegeben vom Lippischen Städtetag, bearbeitet von Stadtbaurat Ernst Supan (Detmold), 1924
- Lübeck, Travemünde. herausgegeben bom Senat der Freien und Hansestadt Lübeck, unter Mitwirkung der Behörden bearbeitet von Friedrich Wilhelm Virck, 1921, 2. Auflage 1925, (mit Titelzusatz Die städtebauliche Entwicklung seit Kriegsende) 3. Auflage 1931
- Luckenwalde. herausgegeben vom Magistrat der Stadt, bearbeitet von Bürgermeister Lappe, 1922, 2. Auflage 1930
- Lüneburg. bearbeitet von Wilhelm Reinecke, 1928, 2. Auflage 1930
- Magdeburg. 1927
- Meerane. herausgegeben vom Stadtrat Meerane, bearbeitet von Redakteur Julius Diehl und Stadtbaudirektor Hofmann, 1922
- Die Stadt Meissen und ihre Umgebung. herausgegeben von der Stadt Meissen, bearbeitet von Hellmuth Schmidt-Breitung, 1928
- Merseburg. herausgegeben vom Magistrat der Stadt Merseburg, bearbeitet von Stadtbaurat Friedrich Zollinger, 1922, 2. Auflage 1929
- Minden in Westfalen. herausgegeben von Dieckmann, 1920, 2. Auflage 1925
- Minden, Lübbecke, Bad Oeynhausen, Vlotho. herausgegeben vom Magistrat der Stadt, 1928, 2. Auflage 1930 (unter dem Titel Bünde, Lübbecke, Minden, Bad Oeynhausen, Rinteln, Solbad Melle bei Länderdienst AG erschienen)
- Mönchengladbach. herausgegeben im Auftrag des Oberbürgermeisters Gielen, bearbeitet von Direktor Dr. Mertens, 1927
- Mühlhausen i. Thür. Hauptschriftleitung durch Knoch, 1921
- Münster/Westf. 1920
- Naumburg und Bad Kösen a. S. herausgegeben von Paul Schultze-Naumburg, 1921, 2. Auflage 1926
- Neuhaus, Paderborn, Bad Lippspringe. 2. Auflage 1925, 3. Auflage 1928 (1. Auflage siehe Paderborn)
- Neumünster. 1922, 2. Auflage 1925, 3. Auflage 1928
- Nordhausen, die tausendjährige Stadt am Harz. herausgegeben vom Magistrat der Stadt, 1921, 2. Auflage 1926
- Offenbach am Main. herausgegeben von der Stadt Offenbach, bearbeitet von Stadtbaudirektor Otto Sander, 1926, 2. Auflage 1929
- Die Landeshauptstadt Oldenburg. 1927
- Oppeln. 1926
- Osnabrück. bearbeitet und herausgegeben im Einvernehmen mit dem Magistrat von Senator Stadtbaurat Friedrich Lehmann, 1925, 2. Auflage 1928
- Ostmark. Mittlere Ostmark, Grenzmark Posen-Westpreußen. herausgegeben vom Deutschen Ostbund, bearbeitet von Emanuel Ginschel und Franz Lüdtke, 1927
- Paderborn. bearbeitet von Paul Michels, 1921 (2. und 3. Auflage siehe Neuhaus...)
- Passau an der Donau. herausgegeben vom Stadtrat Passau, 1922
- Pirmasens, die deutsche Schuhstadt. herausgegeben von O. Schaefer, 1927
- Pirna. herausgegeben vom Rat der Stadt, bearbeitet von Karl Löser, 1924
- Plauen i. Vogtland. Hauptschriftleitung durch Stadtbaurat Wilhelm Goette, 1926
- Der Regierungsbezirk Potsdam. C. Rudolph, 1931
- Quedlinburg a. Harz. herausgegeben vom Magistrat der Stadt, 1921
- Rathenow. herausgegeben vom Magistrat der Stadt, bearbeitet von Sprotte, 1923, 2. Auflage 1930 (Reprint 1992)
- Ratibor. herausgegeben vom Magistrat der Stadt, bearbeitet von Klemens Raffelsiefen, 1927
- Ravensburg. herausgegeben  von der Stadtverwaltung, 1926, 2. Auflage 1931
- Recklinghausen. herausgegeben vom Magistrat der Stadt, bearbeitet von Friedrich Willeke, 1928
- Landkreis Recklinghausen. 1929
- Regensburg. herausgegeben vom Stadtrat Regensburg, bearbeitet von Adolf Schmetzer, 1924, 2. Auflage 1927
- Remscheid. 1922
- Reutlingen. Brock, 1925, 2. Auflage 1929
- Riesa an der Elbe. herausgegeben vom Rat der Stadt, bearbeitet von Studienrat Max Heinrich, 1924
- Rostock. herausgegeben  vom Rat der Stadt, 1922, 2. Auflage 1927
- Ruhrland. bearbeitet von Hermann Ehlgoetz, 1925
- Schlesien. 1925
- Schleswig-Holstein. herausgegeben von Stadtrat Willy Hahn, B. Möllhausen, 1928
- Der Landkreis Schwelm. herausgegeben von E. Böhmer, 1928
- Schwerin i. M. 1922
- Siegen und das Siegerland. 1922
- Kreis Soest. herausgegeben von Hermann Schmoeckel, 1930
- Stargard i.Pom. 1922
- Stendal. herausgegeben vom Magistrat der Stadt, bearbeitet von Ludwig Storbeck, 1921
- Stettin. herausgegeben vom Magistrat der Stadt, 1925
- Stolp i.P. herausgegeben vom Magistrat und dem Städtischen Kunstverein zu Stolp, bearbeitet von Stadtrat und Stadtbaurat Weegmann, 1921, 2. Auflage 1928
- Suhl. zum 400-jährigen Stadtjubiläum 1527–1927 herausgegeben vom Magistrat der Stadt, 1927
- Tilsit. 1922
- Torgau. herausgegeben vom Magistrat der Stadt, bearbeitet von Goedecke, 1931
- Trier. herausgegeben im Auftrag des Oberbürgermeisters von Bruchhausen, bearbeitet von Stadtbibliothekar Kentenich, 1922,  2. Auflage 1925
- Ulm. Greiner, 1921, 2. Auflage 1926
- Unna (Westf.) 1920
- Velbert. herausgegeben im Auftrag der Stadtverwaltung, 1925
- Viersen, Dülken, Süchteln. herausgegeben vom Bürgermeister der Stadt Viersen, Bürgermeister der Stadt Dülken, Bürgermeister der Stadt Süchteln, bearbeitet von Stadtbaurat Eugen Frielingsdorf in Viersen, 1925 (unter dem Titel Viersen),  2. Auflage 1930 (unter dem Titel Viersen, Dülken, Süchteln)
- Stadt- und Landbezirk Weiden. 1925
- Weimar. 1920
- Stadt Wernigerode und Kreis Grafschaft Wernigerode mit seinen Kurorten Ilsenburg und Schierke. Wilhelm Deistel et al., 1922, 2. Auflage 1926
- Wilmersdorf. herausgegeben vom Magistrat der Stadt, bearbeitet von Stadtbaurat Otto Herrnring, 1921
- Wismar. herausgegeben vom Rat der Stadt, bearbeitet von Stadtrat Ballerstaedt, 1927
- Wittenberge. herausgegeben vom Magistrat der Stadt, bearbeitet von Stadtbaurat Friede Everhard Bruns, 1922
- Wittenberge, Eisenmoorbad Wilsnack. herausgegeben vom Magistrat der Stadt und vom Magistrat des Eisenmoorbads Wilsnack, bearbeitet von Stadtbaurat Friede Everhard Bruns und Bürgermeister Krüsmann, 1925
- Zeitz. bearbeitet von Stadtbaurat Lorey im Auftrag des Magistrats, 1929
- Zittau i. Sa. 1922
- Zwickau. bearbeitet von Stadtbaurat Martin Moritz Ebersbach, 1921